# Colin McFarlane

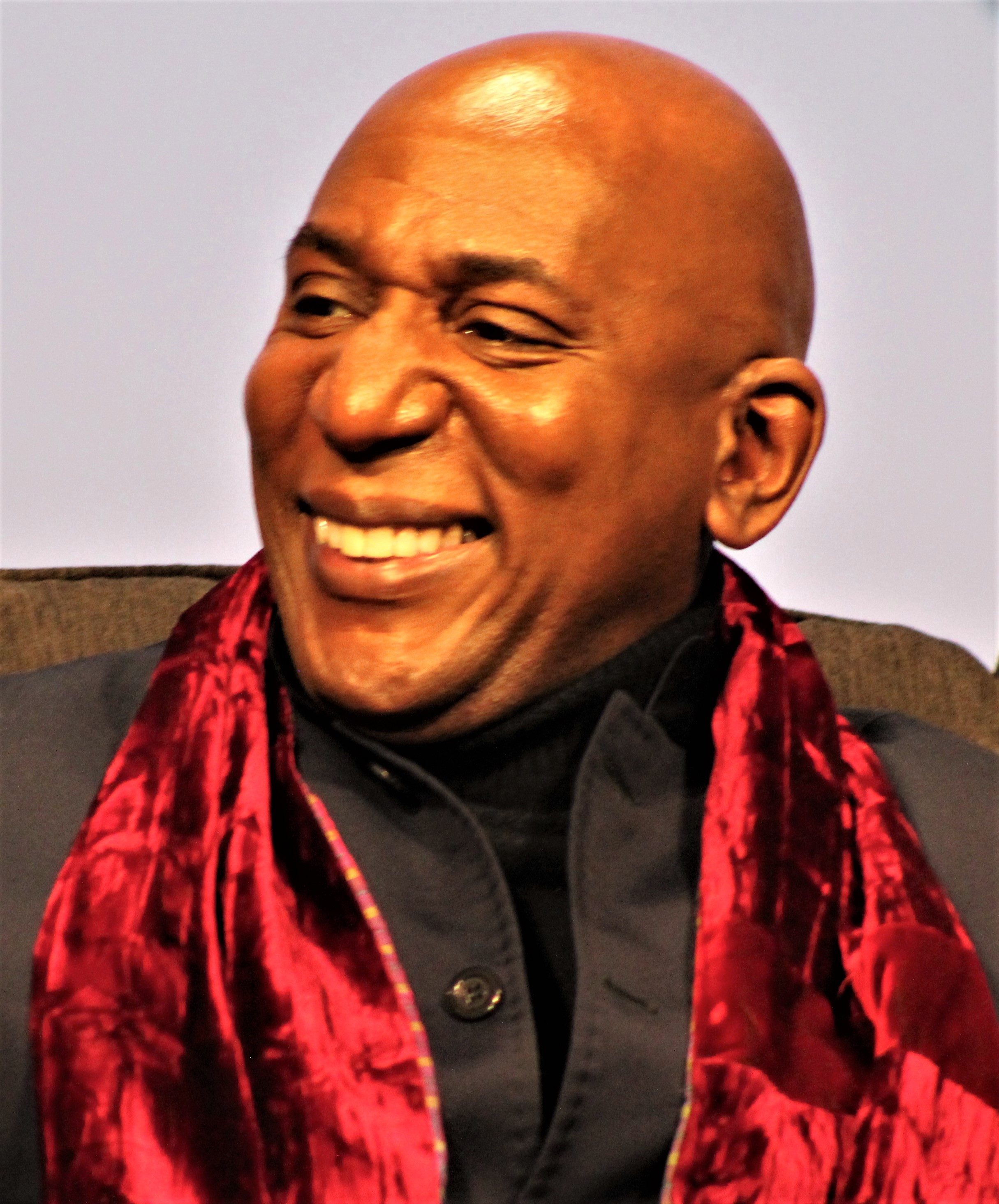
Colin McFarlane, 2019

Colin McFarlane (* 15. September 1961 in London) ist ein britischer Schauspieler und Synchronsprecher.
McFarlane besuchte in seiner Jugend die Schule in Cambridge und später die Loughborough University, wo er ein Drama-Studium absolvierte. Als Schauspieler spielte er in vielen Fernsehserien des britischen Fernsehens mit. Im Laufe seiner Zeit als Schauspieler hatte McFarlane unter anderem Rollen in namhaften Serien wie EastEnders, The Bill, Torchwood und Coronation Street. Einem breiteren Publikum wurde er durch die Rolle des Commissioner Loeb in den Batman-Filmen Batman Begins und The Dark Knight von Christopher Nolan bekannt. Als Synchronsprecher lieh er diversen Charakteren in Spielen wie Castlevania: Lords of Shadow seine Stimme.

## Filmografie (Auswahl)
- 1996: Inspektor Fowler – Härter als die Polizei erlaubt (The Thin Blue Line, Fernsehserie, 1 Folge)
- 2000: Black Books (Fernsehserie)
- 2001: Randall & Hopkirk – Detektei mit Geist (Randall & Hopkirk (Deceased), Fernsehserie, 1 Folge)
- 2002: Bob der Baumeister (Bob the Builder, Fernsehserie, 1 Folge) – Stimme
- 2003: Doctors (Fernsehserie, 2 Folgen)
- 2002–2010: Holby City (Fernsehserie, 3 Folgen)
- 2003, 2007: The Bill (Fernsehserie, 4 Folgen)
- 2005: Batman Begins
- 2005: Fragile
- 2006: Buzz! (Videospiel) – Stimme
- 2007: Doctor Who (Fernsehserie)
- 2008: The Dark Knight
- 2008: Question Time (Fernsehserie)
- 2008–2014: Chuggington (Fernsehserie) – Stimme
- 2009: Torchwood (Fernsehserie, 3 Folgen)
- 2010: Coronation Street (Fernsehserie, 5 Folgen)
- 2010: Castlevania: Lords of Shadow (Videospiel) – Stimme
- 2011: The Last Belle – Stimme
- 2012–2013: Die fantastische Welt von Gumball (The Amazing World of Gumball, Fernsehserie, 6 Folgen) – Stimme
- 2014: EastEnders (Fernsehserie, 1 Folge)
- 2015: Eine Königin zu Weihnachten (Crown for Christmas)
- 2015: Das Tal der toten Mädchen (El guardián invisible)
- 2016: Der Hunderteinjährige, der die Rechnung nicht bezahlte und verschwand (Hundraettåringen som smet från notan och försvann)
- Seit 2017: Thomas & seine Freunde (Thomas & Friends, Fernsehserie) – Stimme
- 2018: The Commuter
- 2018: Patient Zero
- 2018: Inspector Barnaby (Midsomer Murders) Fernsehserie, Staffel 20, Folge 5: Eine Hochzeit und dreieinhalb Todesfälle (Till Death Do Us Part)
- 2019: Royal Corgi – Der Liebling der Queen (The Queen’s Corgi)
- 2019: Das Tal der vergessenen Kinder (Legado en los huesos)
- 2020: Das Tal der geheimen Gräber (Ofrenda a la tormenta)